# Metal Heart
A Metal Heart a német Accept zenekar albuma.

## Számok listája
- Metal Heart
- Midnight Mover
- Up To The Limit
- Wrong Is Right
- Screaming For A Love-Bite
- Too High To Get It Right
- Dogs On Leads
- Teach Us To Survive
- Living For Tonight
- Bound to fail

## Közreműködők
- Udo Dirkschneider – ének
- Wolf Hoffmann – gitár
- Jörg Fischer – gitár
- Peter Baltes – basszusgitár
- Stefan Kaufmann – dob

## Érdekességek
A címadó dal két komolyzenei darabot is feldolgoz. Csajkovszkij Szláv indulójával kezdődik és Beethoven Für Elise című szerzeménye adja a gitárszóló témáját.

## Videóklip
- Midnight mover